# Neufeld (Dithmarschen)
Neufeld ist eine Gemeinde im Kreis Dithmarschen in Schleswig-Holstein.

## Geographie

### Geographische Lage
Das Gemeindegebiet von Neufeld erstreckt sich an der Mündung der Unterelbe in die Nordsee auf schleswig-holsteinischer Seite im Bereich der naturräumlichen Haupteinheit Dithmarscher Marsch.

### Gemeindegliederung
Neben Neufeld liegen Fahrstedteraltendeich, Kattrepel, Kattrepelerfeld und Marner Neuenkoogsdeich im Gemeindegebiet. Die Bevölkerung verteilt sich ungefähr wie folgt: Neufeld 300 Einwohner, Marner Neuenkoogsdeich 170 Einwohner und Kattrepel 110 Einwohner.

### Nachbargemeinden
Nachbargemeinden sind im Uhrzeigersinn im Norden beginnend die Gemeinde Marnerdeich, die Stadt Marne, die Gemeinden Diekhusen-Fahrstedt, Schmedeswurth und Ramhusen, die Stadt Brunsbüttel sowie die Gemeinden Neufelderkoog und Kronprinzenkoog (alle im Kreis Dithmarschen).

## Geschichte
Das Gemeindegebiet lag früher vollständig in der Nordsee. Eine erste Sicherung des östlichen Gemeindegebietes wurde mit einer Eindeichung als Teil des Goldenen Rings vorgenommen. Weitere Eindeichungen auf Gemeindegebiet waren der Kattrepeler Westerdeich, der Fahrstedter Altendeich und die Eindeichung des Marner Neuen Kooges (1608), wo später der neue Ortskern um den Fischerhafen entstand.
Die heutige Gemeinde entstand am 1. Januar 1970 durch den Zusammenschluss der bis zum 31. März 1934 zur Kirchspielslandgemeinde Marne gehörenden, danach selbständigen Gemeinden Kattrepel und Marner Neuenkoogsdeich. Bis der Name der Gemeinde Kattrepel am 1. April 1958 festgelegt wurde, war die gebräuchliche Gemeindebezeichnung zeitweise auch Kattrepel-Kattrepelerdeich.
Nazi-Treff „Börse“
Die Gemeinde Neufeld geriet zwischen Dezember 2006 und Mai 2007 durch Nazi-Konzerte in die Schlagzeilen. Die ehemalige Gaststätte „Zur Börse“ war von einem Neonazi gemietet worden und wurde auch als Treffpunkt der Dithmarscher Neonaziszene genutzt. Das letzte Nazi-Konzert am 5. Mai 2007 wurde von der Polizei aufgelöst. Die Gemeinde erwarb das marode Gebäude Ende 2008 und ließ es abreißen.

## Politik

### Gemeindevertretung
Bei der Kommunalwahl am 14. Mai 2023 wurden insgesamt neun Sitze vergeben. Von diesen erhielt die Kommunale Wähler-Vereinigung Neufeld fünf Sitze und die Freie-Wähler-Vereinigung Neufeld vier Sitze.

### Wappen
Blasonierung: „In Blau unter drei goldenen Weizenähren und über einem goldenen Wellenbalken im Schildfuß ein silberner Kahn mit Steuerruder und seitlichem Ruder.“
Die Ähren im 1996 geschaffenen Wappen symbolisieren die drei ursprünglichen Siedlungen und die Bedeutung der Landwirtschaft. Boot und Wasser stehen für den Hafen und die Elbe.

## Regelmäßige Veranstaltungen

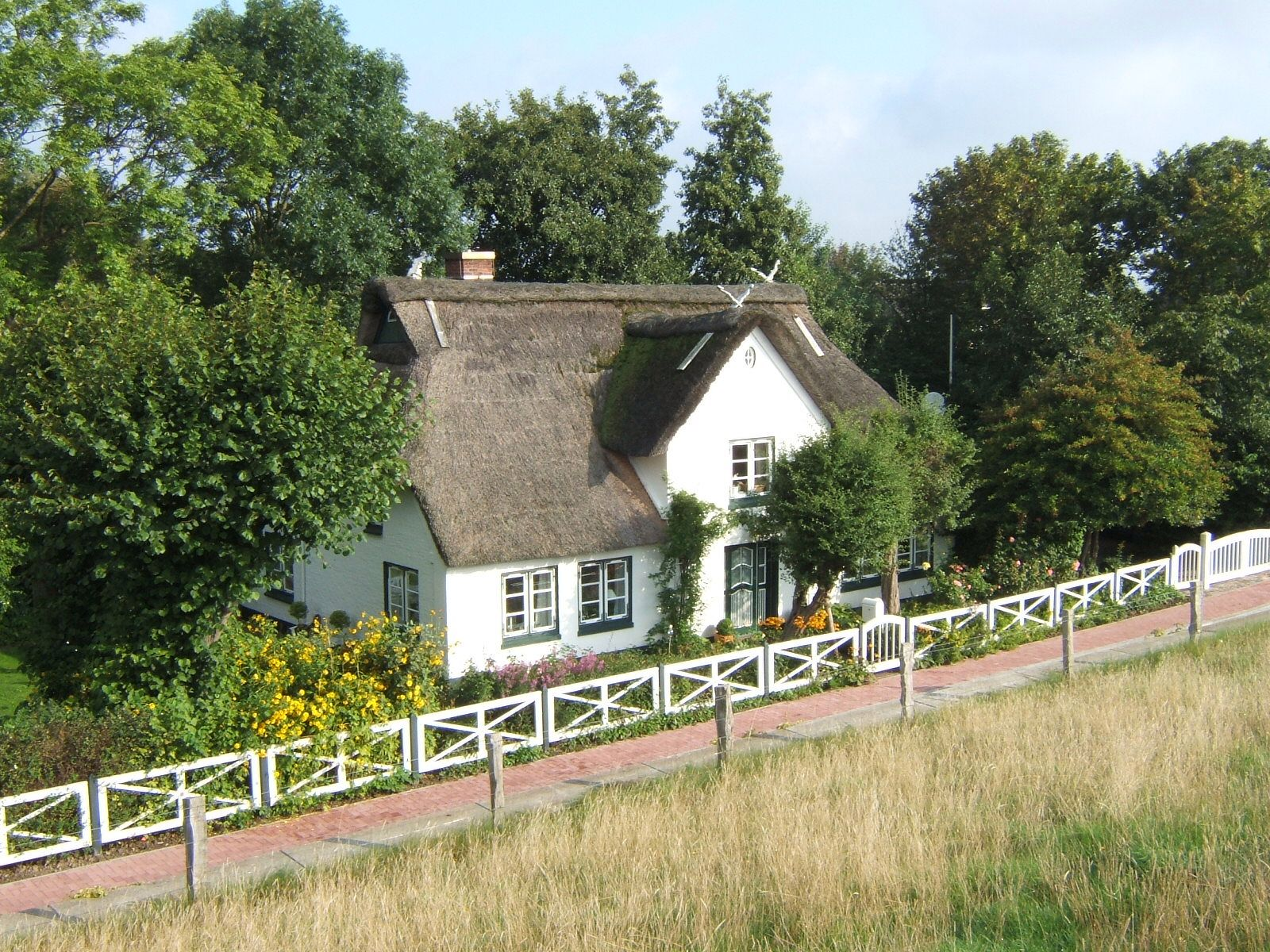
Reetdachhaus in Neufeld

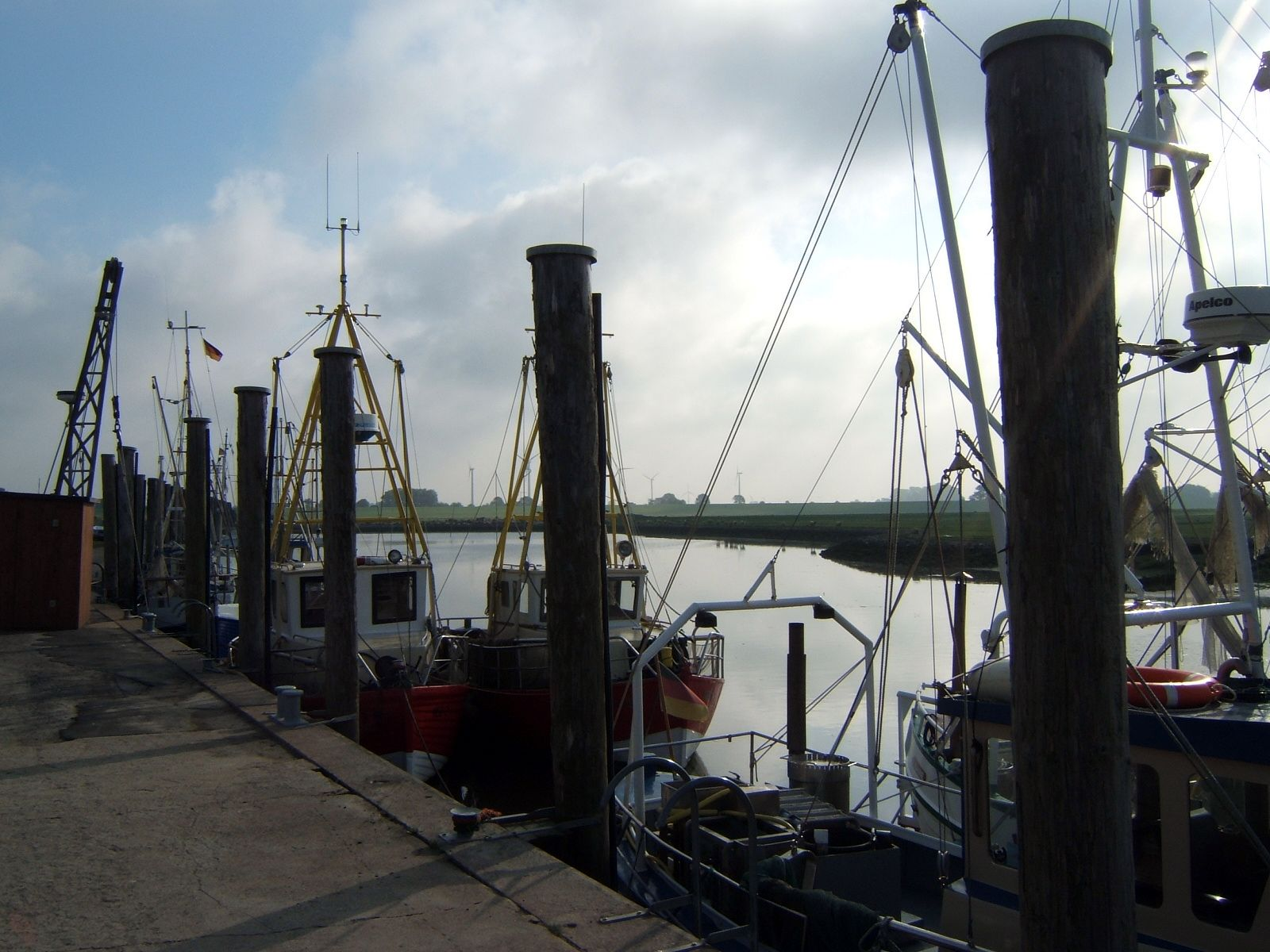
Neufelder Hafen

Im Ort findet jährlich ein Lustvogelschießen statt.

## Sehenswürdigkeiten
Die alte Windmühle Immanuel gehört zu den eindrucksvollsten in Dithmarschen. Sie entstand 1845 in Marne und wurde 1983 nach Marner Neuenkoogsdeich versetzt, um sie vor dem Abbruch zu retten.

## Wirtschaft und Infrastruktur

### Verkehr
Das direkt an der Elbe gelegene Neufeld war bis zum Bau der Eisenbahn nach Dithmarschen mit der Hochbrücke Hochdonn und dem Ausbau der Straßen ein wichtiger Hafen für die Region. Durch die bessere Erschließung des Landweges und später durch zunehmenden Schlick im Hafen und im Flussbett nahe dem Hafen ging dessen Bedeutung jedoch zurück. Im Dithmarscher Landesmuseum in Meldorf hängt ein eindrucksvolles Gemälde des Hafens aus seiner Glanzzeit.
Seit 1970 ist der Neufelder Hafen als öffentlicher Hafen geschlossen und dient nur noch wenigen Sportbooten als Hafen. Er wird heute von einem Verein betrieben. Der Ort ist über die Bundesstraße 5 oder über den Bahnhof in Sankt Michaelisdonn erreichbar.

### Wirtschaft
Neufeld ist agrarisch geprägt. Durch die nordseenahe Lage an der Elbmündung ist der Tourismus ein weiteres Standbein der Gemeinde.
Im Gemeindegebiet befinden sich die Windparks „Marner Neuenkoogsdeich“ und „Kattrepel“.